# Tadeusz Wideł
Tadeusz Wideł – polski lekkoatleta, specjalizujący się w biegach średniodystansowych.

## Osiągnięcia
- Mistrzostwa Polski seniorów w lekkoatletyce
  - Kraków 1946 – złoty medal w sztafecie 4 × 400 m
  - Katowice 1947 – złoty medal w sztafecie 4 × 400 m, srebrny medal w biegu na 800 m
  - Poznań 1948 – srebrny medal w biegu na 800 m
  - Gdańsk 1949 – srebrny medal w biegu na 1500 m
  - Katowice 1950 – złoty medal w sztafecie 800+400+200+100 m, srebrny medal w sztafecie 3 × 1000 m
- Halowe mistrzostwa Polski seniorów w lekkoatletyce
  - Olsztyn 1948 – złoty medal w sztafecie 3 × 800 m, brązowy medal w biegu na 800 m